# Volksbank Koblenz Mittelrhein
Die Volksbank Koblenz Mittelrhein eG war eine deutsche Genossenschaftsbank mit Sitz in Koblenz im Norden von Rheinland-Pfalz. Ihre Geschichte war geprägt von zahlreichen Fusionen. Im Jahre 2002 fusionierten die Volksbank Mittelrhein eG und die Koblenzer Volksbank. Die Bankstellen erstreckten sich von Dommershausen im Südwesten des Geschäftsgebietes bis nach Oberwinter im Norden. Ältestes Vorgängerinstitut der Bank war die 1880 gegründete Raiffeisenkasse Rübenach. Rübenach ist heute ein Stadtteil von Koblenz. Im Jahre 2019 fusionierte die Bank mit der Volksbank RheinAhrEifel.

## Unternehmensstruktur
Die Volksbank Koblenz Mittelrhein eG war eine Genossenschaftsbank mit rund 22.000 Mitgliedern. Hauptzweck der Genossenschaft war die wirtschaftliche Förderung und Betreuung ihrer Mitglieder (§ 2 der Satzung). Gemäß Satzung wählten die Mitglieder im vierjährigen Turnus aus ihren Reihen Vertreter (je 50 Mitglieder ein Vertreter). 

## Strategische Geschäftsfelder und Leistungsumfang
Die Geschäftsfelder der Bank umfassten das Firmen- und Privatkundengeschäft. Die Organisation der Bank gliederte sich in die Bereiche Firmenkundengeschäft für Selbständige, Handwerker, Gewerbetreibende und freie Berufe. Im Privatkundengeschäft waren Schwerpunkte die Vermögensbetreuung, die Altersvorsorge sowie die Immobilienvermittlung und -finanzierung.

## Genossenschaftliche Finanzgruppe
Die Bank war Teil der genossenschaftlichen Finanzgruppe Volksbanken Raiffeisenbanken und Mitglied beim Bundesverband der Deutschen Volksbanken und Raiffeisenbanken (BVR) sowie dessen Sicherungseinrichtung. 
Die Verbundpartner der Bank waren:
- DZ BANK
- DZ Hyp
- Münchener Hypothekenbank
- Bausparkasse Schwäbisch Hall
- R+V Versicherung
- Union Investment Gruppe
- VR Smart Finanz AG
- easy Credit (Teambank)
- DZ Privatbank